# Fysioterapi
Fysioterapi udføres af fysioterapeuter og er en behandling af bevægeapparatet, altså kroppens muskler og led, hvorved man kan genoptræne tabt funktion og få et bedre fysisk velvære.
Fysioterapeuter behandler fysiske skader og skavanker i kroppens muskulatur, men også patienter med ryg og nerveskader kan behandles med fysioterapi.
Behandlende fysioterapi går ud på at helbrede eller begrænse omfanget af fysiske skader og skavanker. Behandlingen kan bestå i både manuelle teknikker, der kan øge bevægelse, lindrer smerterne og accelerere rehabiliteringen, men behandlingen vil altid have et større eller mindre element af træningsbaseret terapi, da der er størst evidens for at netop det har effekt, på længere sigt. Træningsbaseret terapi kan bestå af styrketræning, balancetræning, mobilitetstræning og mange andre træningsformer. Behandlingen kan være rettet mod et enkelt led eller være optræning af lungefunktion, rygmuskulatur m.v.
Smertedæmpende behandling kan, ud over manuelt behandling, bestå i forskellige elektriske behandlinger, fx med ultralyd, eller af afspænding og øvelser. Herudover råder fysioterapeuten over andre terapiformer som fx bassinbehandlinger og varme- og kuldeterapi. Massage er med tiden blevet et forældet redskab ift smertebehandling, da der ikke er evidens for en længerevarende effekt ved massage, derfor er det kun relevant i ganske få tilfælde. 
Funktionel træning er en træningsform som både anvendes inden for fysioterapeutisk genoptræning og som selvstændig træningsform.
Massage er kun et supplement, der kan indgå i fysioterapi hvis der er relevant. 
| Ergoterapi og fysioterapi | Spire Denne artikel om ergoterapi eller fysioterapi er en spire som bør udbygges. Du er velkommen til at hjælpe Wikipedia ved at udvide den. |